# Raiany Pereira
Raiany Fidelis Pereira (18 de marzo de 1994) es una deportista brasileña que compite en taekwondo. Ganó una medalla en los Juegos Panamericanos de 2019, y dos medallas en el Campeonato Panamericano de Taekwondo en los años 2018 y 2021.

## Palmarés internacional
| Juegos Panamericanos    | Juegos Panamericanos     | Juegos Panamericanos | Juegos Panamericanos |
| Año                     | Lugar                    | Medalla              | Categoría            |
| ----------------------- | ------------------------ | -------------------- | -------------------- |
| 2019                    | Lima (Perú)              | Medalla de bronce    | +67 kg               |
| Campeonato Panamericano |                          |                      |                      |
| Año                     | Lugar                    | Medalla              | Categoría            |
| 2018                    | Spokane (Estados Unidos) | Medalla de oro       | –73 kg               |
| 2021                    | Cancún (México)          | Medalla de bronce    | –73 kg               |